# Exocentrus semiglaber
Exocentrus semiglaber är en skalbaggsart som beskrevs av Stefan von Breuning 1968. Exocentrus semiglaber ingår i släktet Exocentrus och familjen långhorningar.
Artens utbredningsområde är Laos. Inga underarter finns listade i Catalogue of Life.